# Hârsa
Hârsa – wieś w Rumunii, w okręgu Prahova, w gminie Plopu. W 2011 roku liczyła 252 mieszkańców.